# Manta hamiltoni
Espèce
Statut CITES
Cette espèce de raie du genre Manta n'est pas reconnue par FishBase (8 mai 2012), Catalogue of Life (8 mai 2012), World Register of Marine Species (8 mai 2012), UICN (8 mai 2012) et Animal Diversity Web (8 mai 2012) qui la considèrent comme un synonyme de Manta birostris.